# جيروم بي. هولغيت
جيروم بي. هولغيت (بالإنجليزية: Jerome B. Holgate)‏ (1812 - 1893، أوتيكا في الولايات المتحدة)؛ روائي أمريكي.